# Pohleď (železniční zastávka)
Pohleď je železniční zastávka u obce Pohleď v Kraji Vysočina. Je součástí elektrizované dvoukolejné železniční trati Kolín – Havlíčkův Brod. Leží v km 236,264 mezi stanicemi Okrouhlice a Světlá nad Sázavou.

## Historie
Zastávka stojí na trati, která byla vybudována jakožto součást Rakouské severozápadní dráhy (ÖNWB) spojující Vídeň a Berlín. Výstavba trati začala v roce 1869. V roce 1870 byl uveden do provozu celý nový úsek trasy z Havlíčkova Brodu do Golčova Jeníkova.
Zastávka byla zprovozněna 1. července 1928 pod původním názvem Dobrá nad Sázavou. V roce 1961 byl název změněn na Horní Pohleď. V roce 2005 byla zastávka přejmenována na Pohleď.